# チェチェン語版ウィキペディア
チェチェン語版ウィキペディア（チェチェンごばんウィキペディア、チェチェン語：Википеди）はチェチェン語で編集されているウィキペディアである。2025年6月現在で60万1000以上の記事を擁し、各言語のウィキペディア中で26番目に大きい。
2025年現在、管理者は3人、登録者は約41,700人いるが、過去一か月以内に活動した利用者数は2025年6月16日現在、44人にとどまっている。